# 1956年全仏選手権 (テニス)
1956年 全仏選手権（1956ねんぜんふつせんしゅけん、Internationaux de France de Roland-Garros 1956）に関する記事。フランス・パリにある「スタッド・ローラン・ギャロス」にて開催。

## 大会の流れ
- 男子シングルスは「114名」の選手による7回戦制、女子シングルスは「55名」の選手による6回戦制で行われた。男子は14名、女子は9名の選手に「1回戦不戦勝」（抽選表では“Bye”と表示）があった。
- シード選手は男子・女子ともに16名。シード選手でも、1回戦から出場した人と、2回戦から登場した人がいる。2回戦から登場した選手が初戦敗退の場合は「2回戦＝初戦」と表記する。

## シード選手

### 男子シングルス
1. ルー・ホード　（初優勝）
2. バッジ・パティー　（4回戦）
3. スベン・デビッドソン　（準優勝）
4. アーサー・ラーセン　（4回戦）
5. ジュゼッペ・メルロ　（ベスト4）
6. ヤロスラフ・ドロブニー　（4回戦）
7. アシュレー・クーパー　（ベスト4）
8. バーナード・バーツェン　（1回戦）
9. ルイス・アヤラ　（4回戦）
10. クルト・ニールセン　（4回戦）
11. ハーバート・フラム　（ベスト8）
12. ロバート・ペリー　（4回戦）
13. ポール・レミー　（ベスト8）
14. ドン・キャンディ　（4回戦）
15. ジャック・ブリシャン　（ベスト8）
16. ロジャー・ベッカー　（4回戦）

### 女子シングルス
1. アンジェラ・モーティマー　（準優勝）
2. ドロシー・ヘッド・ノード　（3回戦）
3. アリシア・ギブソン　（初優勝）
4. メアリー・ベヴィス・ホートン　（1回戦）
5. ジュジャ・ケルメツィ　（ベスト4）
6. シャーリー・ブルーマー　（ベスト8）
7. クリスティアーヌ・メルセリス　（2回戦）
8. バーバラ・デビッドソン　（2回戦＝初戦）
9. スザンヌ・ル・ベスネレス　（3回戦）
10. エダ・ブディング　（ベスト8）
11. テルマ・コイン・ロング　（3回戦）
12. ダーリーン・ハード　（3回戦）
13. アナリサ・ベラーニ　（3回戦）
14. ジネット・ブケイユ　（3回戦）
15. アンジェラ・バクストン　（ベスト4）
16. マーティル・デュボワ　（3回戦）

## 大会経過

### 男子シングルス
準々決勝
- ルー・ホード vs.  ニコラ・ピエトランジェリ　6-1, 6-3, 6-0
- ジュゼッペ・メルロ vs.  ポール・レミー　4-6, 6-2, 2-6, 6-4, 10-8
- スベン・デビッドソン vs.  ハーバート・フラム　6-2, 6-4, 7-5
- アシュレー・クーパー vs.  ジャック・ブリシャン　6-4, 8-6, 2-6, 6-3

準決勝
- ルー・ホード vs.  ジュゼッペ・メルロ　6-4, 7-5, 6-4
- スベン・デビッドソン vs.  アシュレー・クーパー　6-2, 9-7, 5-7, 6-3

### 女子シングルス
準々決勝
- アンジェラ・モーティマー vs.  ジェニファー・ホード　6-0, 4-6, 7-5
- ジュジャ・ケルメツィ vs.  イルセ・ブディング　6-1, 6-1
- アリシア・ギブソン vs.  シャーリー・ブルーマー　6-2, 6-1
- アンジェラ・バクストン vs.  エダ・ブディング　8-6, 6-2

準決勝
- アンジェラ・モーティマー vs.  ジュジャ・ケルメツィ　6-4, 6-3
- アリシア・ギブソン vs.  アンジェラ・バクストン　2-6, 6-0, 6-4

## 決勝戦の結果
- 男子シングルス： ルー・ホード vs.  スベン・デビッドソン　6-4, 8-6, 6-3
- 女子シングルス： アリシア・ギブソン vs.  アンジェラ・モーティマー　6-0, 12-10
- 男子ダブルス： ドン・キャンディ＆ ロバート・ペリー vs.  アシュレー・クーパー＆ ルー・ホード　7-5, 6-3, 6-3
- 女子ダブルス： アリシア・ギブソン＆ アンジェラ・バクストン vs.  ダーリーン・ハード＆ ドロシー・ヘッド・ノード　6-8, 8-6, 6-1
- 混合ダブルス： ルイス・アヤラ＆ テルマ・コイン・ロング vs.  ロバート・ハウ＆ ダーリーン・ハード　4-6, 6-4, 6-1